# Nikita Kucherov
Nikita Kucherov (Maikop, Rusia, 17 de marzo de 1993), apodado The Russian Rifle o Kuuuch, es un jugador profesional ruso de hockey sobre hielo que se desempeña en la posición de extremo derecho en Tampa Bay Lightning, equipo de la National Hockey League (NHL).

## Carrera
Fue seleccionado en la segunda ronda en la NHL Entry Draft de 2011. En 2013 hizo su debut profesional con el equipo Tampa Bay Lightning, donde lleva jugando once temporadas.